# Chukwuebuka Enekwechi
Chukwuebuka Cornnell Enekwechi (* 28. Januar 1993 in New York City) ist ein nigerianisch-amerikanischer Leichtathlet, der sich auf das Kugelstoßen spezialisiert hat. Er ist Inhaber des nigerianischen Landesrekordes und wurde dreimal Afrikameister und siegte auch zweimal bei den Afrikaspielen, womit er zu den erfolgreichsten nigerianischen Leichtathleten zählt.

## Sportliche Laufbahn
Erste internationale Erfahrungen sammelte Chukwuebuka Enekwechi bei den Weltmeisterschaften 2017 in London, bei denen er mit 19,72 m in der Qualifikation ausschied. 2018 nahm er an den Hallenweltmeisterschaften in Birmingham teil und belegte dort mit 19,78 m Rang 14. Anfang April erfolgte die erste Teilnahme an den Commonwealth Games im australischen Gold Coast und gewann dort mit neuer Bestleistung von 21,14 m die Silbermedaille hinter dem Neuseeländer Tomas Walsh. Anschließend gewann er bei den Afrikameisterschaften in Asaba mit neuem Meisterschaftsrekord von 21,08 m die Goldmedaille vor dem Ägypter Mohamed Magdi Hamza. Im Jahr darauf nahm er erstmals an den Afrikaspielen in Rabat teil und siegte dort mit neuem Spielerekord von 21,48 m, womit er sich für die Weltmeisterschaften in Doha qualifizierte, bei denen er bis in das Finale gelangte und dort mit 21,18 m den achten Platz belegte. 2021 nahm er erstmals an den Olympischen Spielen in Tokio teil und belegte dort mit 19,74 m im Finale den zwölften Platz.
2022 siegte er mit 20,72 m beim Music City Track Carnival und verteidigte anschließend bei den Afrikameisterschaften in Port Louis mit neuem Meisterschaftsrekord von 21,20 m seinen Titel. Anschließend gelangte er bei den Weltmeisterschaften in Eugene mit 20,65 m im Finale auf den elften Platz und wurde daraufhin bei den Commonwealth Games in Birmingham mit 20,36 m Vierter. Im Jahr darauf verpasste er bei den Weltmeisterschaften in Budapest mit 20,68 m den Finaleinzug. 2024 belegte er bei den Hallenweltmeisterschaften in Glasgow mit 21,60 m den achten Platz und anschließend verteidigte er bei den Afrikaspielen in Accra mit 21,06 m seinen Titel. Im Mai wurde er beim Prefontaine Classic mit neuem Landesrekord von 21,91 m Dritter und im Juni siegte er mit 21,14 m zum dritten Mal in Folge bei den Afrikameisterschaften in Douala. Anschließend gelangte er bei den Olympischen Sommerspielen in Paris mit 21,42 m im Finale auf den sechsten Platz. Im Jahr darauf gelangte er bei den Hallenweltmeisterschaften in Nanjing mit 21,25 m auf den fünften Platz.
In den Jahren 2016 und von 2021 bis 2024 wurde Enekwechi nigerianischer Meister im Kugelstoßen. Er war Student der Purdue University.